# Alli Trygg-Helenius
Maria Alexandra (Alli) Trygg-Helenius, född 16 juli 1852 i Reso, död 2 december 1926 i Helsingfors, var en finländsk lärare och nykterhetsivrare. Hon ingick 1897 äktenskap med Matti Helenius-Seppälä.
Trygg, som var dotter till Karl Oskar Trygg och Elisabet Alexandra Reis, genomgick fruntimmersskolan i Uleåborg och Ekenäs seminarium, varefter hon anställdes som lärare vid Fagerviks bruk. Hon var en ivrig fennoman och hade kontakt med bland andra Uno Cygnæus och Zacharias Topelius. I början av 1880-talet flyttade Trygg, eller "Tändstickan", som hon kallades av bland andra Cygnæus, till Helsingfors, där hon kom att notera nöden hos stadens fattiga befolkning. Hon kom att engagera sig för kvinnosaken och i nykterhetsfrågan och började även att skriva för tidningar som Hufvudstadsbladet, Östra Finland, Åbo Underrättelser och Uusi Suometar. När hon vistades utomlands fungerade hon även som utrikeskorrespondents för dessa tidningar. 
År 1887 företog hon en resa till Storbritannien och USA, där hon tillsammans med Alexandra Gripenberg representerade Finsk kvinnoförening vid den första internationella kvinnosakskongressen som hölls av International Council of Women i Washington, D.C., 1888. Trygg tillägnade sig även helnykterhetens idé av Frances Willard och folkhemsidén av Hannah Pearsall Smith. Efter att ha återvänt till Helsingfors började hon att försöka övertala Leo Mechelin i senaten och Helsingfors stadsfullmäktige att stödja hennes idéer. År 1889 inrättades i Sörnäs ett folkkök som serverade vällagad mat till lågt pris och tillhandahöll svagdricka som måltidsdryck i stället för öl. I anslutning till folkköket fanns även en läsesal. År 1890 startades Sörnäs folkhem, i vilket arbetarföreningar, folkbarnträdgård, lånebibliotek, sångkörer, nykterhetsföreningar samt gymnastik- och idrottsföreningar verkade. År 1894 startades Sörnäs arbetarförening, som verkade i den wrightska andan, och 1895 tidningen Työmies. Hon blev även ordförande för den 1898 bildade Helsingfors tjänarinneförening, till vilken även anslöts en platsförmedling. Hon fick dock förebråelser för detta, av bland andra ärkebiskopen Gustaf Johansson, och tre år senare blev därför Miina Sillanpää ny ordförande.  
Trygg hade 1894 slutat som lärare och började ägna sig åt nykterhetsfostran av barn och unga. Hon grundade en nykterhetsförening för barn, Hoppets här, samt barntidskrifterna Koitto på finska och Eos på svenska, vilka hon redigerade till sin död. Hon tog även initiativ till folkskolornas och läroverkens uppsatstävlingar om nykterhet, vilka anordnades i över 50 år. Hennes verksamhet hade även betydelse för de vuxnas nykterhetsarbete, vilket tog sig uttryck i rusdrycksstrejken 1898 och i kravet på totalförbud infördes i programmet för det år 1899 grundade Arbetarpartiet. Hon deltog även som expert i nykterhetsarbetet i Sverige och Estland. År 1897 ingick Trygg med Matti Helenius-Seppälä, som hon under lång tid bedrivit nykterhetsarbete tillsammans med. År 1902 blev maken sekreterare i Nykterhetens vänner och makarna kom tillsammans att verka inom denna organisation.